# Иван Ненов (писател)
Иван Ненов е български писател.

## Биография
Иван Ненов е роден на 12 януари 1941 г. в село Доспей, близо до Самоков.
Основното си образование завършва в родното си село, гимназия в Самоков, а след отбиване на военната си служба – тежкокартечна рота във вътрешни войски в Пловдив, завършва българска филология в СУ „Климент Охридски“.
Работил е като учител, инспектор-литератор, директор на училище, журналист във вестниците „Софийска правда“, „Самоковска комуна“ и главен редактор на вестник „Бизнес среща“.
Ръководител на литературен клуб „Димчо Дебелянов“ и на младежки литературен кръжок „Иван Йончев“ към читалище-паметник „Отец Паисий“ – Самоков.
През 1968 г. в библиотека „Смяна“ на издателство „Народна младеж“ излиза първата му стихосбирка „Зелена земя“. Автор е още на стихосбирките „Златна ябълка“ (1970), „Гора вълшебница“ (стихове за деца, 1987), „Послания от борови клонки“ (1993), „Некорумпирани стихотворения“ (2002), „След бягащите дни“ (2009), както и на литературоведските „Истината за родното място на Паисий Хилендарски“ (2003), „Самоковският препис на „История славянобългарска“ (2011) – за която получава Национална литературна награда „Николай Хайтов“ и „Доближаване до истинската биография на Паисий Хилендарски + Носталгия и надежда“.
Член е на Съюза на българските писатели.